# Francisco de Andújar
Fray Francisco de Andújar nació en la localidad de Andújar, España, en octubre de 1760. Sus padres fueron Miguel Alonso Ravé, natural de Córdoba, y María José de la Concepción Berdura, de Andújar.
Fue misionero capuchino, fundador de una cátedra o academia de Matemáticas en Caracas e investigador de las ciencias naturales. Su nombre completo era Francisco de Paula Ravé y Berdura. Fue maestro de Simón Bolívar, así como de José de la Cruz Limardo, quien lo menciona con gran respeto en sus Memorias.